# Julianus Alemannus († 1486)
Julianus Alemannus (* um 1410; † 1486 bei L’Aquila) war ein katholischer Priester und Mitglied des Franziskanerordens. Er wird als Heiliger verehrt.

## Leben
Laut Stadlers Vollständigem Heiligen-Lexikon stammte Julianus aus Deutschland (deshalb der Namenszusatz „Alemannus“, lat. für „der Deutsche“) und lebte im Kloster des Heiligen Bernhards von Siena bei L’Aquila in den Abruzzen. Dort habe er „fleißig und segensreich“ als Beichtvater gewirkt, mehrere Wunder vollbracht und sich 40 Jahre lang nur von Wasser, Brot und Gemüse ernährt.
Julianus starb mit 76 Jahren 1486.

## Verehrung
Sein Gedenktag war der 30. September. Im aktuellen Heiligenkalender wird Julianus Alemannus nicht mehr aufgeführt.